# Lucien Mille
Pour les articles homonymes, voir Mille.
Lucien Mille est un footballeur français, né le 17 octobre 1927 à Besançon (Doubs) et mort le 27 décembre 1976 à Anould (Vosges), qui évolue au poste de milieu ou d'attaquant du milieu des années 1940 jusqu'à la fin des années 1950.

## Biographie
Lucien Mille a évolué comme joueur professionnel au poste d'attaquant RCFC Besançon et au Stade Français. En 1948, en même temps que ses compétitions professionnelles avec le RC Besançon, il participe, dans le cadre de son service militaire aux compétitions militaires avec le 27e bataillon d'infanterie de Dijon et devient champion de la 7e Région militaire. Il est alors également international militaire.
Il participe à une finale de Coupe de France avec le FC Sochaux-Montbéliard en 1959.
Après sa carrière de joueur puis d'entraîneur, il travaille aux papeteries à Arnould.